# クロノ (クロノ・トリガー)
クロノ（Chrono、英語版ではCrono）は、スクウェア（現・スクウェア・エニックス）のコンピュータゲーム「クロノシリーズ」に登場する架空の人物で、『クロノ・トリガー』の主人公。

## プロフィール
- クロノ：17歳 168cm 57kg
- 赤い髪と白い鉢巻、長い日本刀がトレードマーク。
- 武器は日本刀であり剣術の腕前は武芸者のカエルも一目を置いている。属性は天。
- 物語の始まり「現代」（A.D.1000）で母親であるジナと二人、トルース町に暮らしている。
- ルッカとは幼馴染。

## ゲーム中での活躍
ガルディア王国のトルースの町で母ジナとの二人暮らしをしていたクロノは、千年祭が行われていた広場のリーネの鐘の近くで、マールと偶然ぶつかったことが切っ掛けで彼女と行動を共にすることになる。そして不意に時空の裂け目（ゲート）に呑まれたマールを追い、タイムスリップした中世で、クロノは行方不明中の王妃と間違えられガルディア城にいたマールと再会したが、彼女はクロノの目の前で突然かき消えてしまう。そこへ後から追ってきたルッカが、マールが現代のガルディア王女マールディアであること、彼女の祖先であるリーネ王妃が魔物に誘拐されていたこと、その王妃が死の危機にあることがマールの消えた原因である、と説明する。その後、マノリア修道院で魔物ヤクラを倒しリーネ王妃（と大臣）を救い出した結果、マールは再び出現した。
現代に戻り、ガルディア城までマールをエスコートしたクロノは、王女誘拐犯と誤解され捕えられた後に裁判を受ける。この時、千年祭での行動によって有罪・無罪が分かれ、有罪の場合は死刑宣告を受け、無罪でも3日間の禁固を課せられる。しかし、いずれにせよ今後の展開に影響はなく（無罪だとさし入れとしてアイテムが貰えるだけ）、大臣（に化けたヤクラの子孫）によって死刑を宣告されてしまう。刑務所から逃れたクロノは、救出に来たルッカと家出したマールと共に追っ手を逃れ、ガルディアの森の中に見つけたゲートを通って未来の世界へと転移する。
荒廃した未来の世界で、クロノ達は星に寄生する宇宙生命体・ラヴォスの存在とそれによって滅ぼされる未来を知ることになり、破滅から救う方法を模索し始める。その結果辿り着いた古代ジール王国の海底神殿で、彼らはついにラヴォスと対峙する。強力なラヴォスの前に為す術無く倒れた仲間たちをかばい、クロノはラヴォスの犠牲となり消えてしまった（ジール王国の王子ジャキから予言された内容が現実となってしまった）。PS版ではこのシーンはムービーとして描かれており、ラヴォスの攻撃を受けた後、驚愕して霧散するように消滅するというものになっている。その後、仲間たちの奮闘によりクロノは時の卵クロノ・トリガーとサラのペンダントの力によって死の運命から救い出された（クロノそっくりの人形とラヴォスに殺される寸前のクロノを入れ替えた）。滅びゆく星の未来を変革すべく、再びラヴォスへと立ち向かってゆく。

## 特徴
一部の例外を除き一言も話さない「喋らない主人公」だが、選択肢は「はい」「いいえ」に限らず多彩。また、古代編ではボッシュに自らサラ救出を申し出たり、ラヴォスの前で倒れた仲間を庇うために身を挺すような行動をとるなど、プレイヤーの分身とは厳密には異なり、ストーリーラインに沿った形での行動が設定されている。
同様の形式は、続編である『クロノ・クロス』の主人公・セルジュにも受け継がれている。こういった乖離が起きた背景には、堀井雄二が加藤正人をはじめとしたスクウェアのスタッフに序盤のプロットを手渡した際、「主人公は喋らせない」ことを絶対条件に置いていた（『Vジャンプ』増刊号のインタビュー）ことがある。そのため初期案に堀井雄二がシナリオのプロットまで組んだ冒頭部分では、「はい」「いいえ」の選択肢しか存在しておらず、加藤正人が手がける序盤以降のものとは大きく異なっている。なお、エンディングの1つには彼が言葉を発するシーンがある。
鳥山明のキャラクターデザインに共通してツンツン頭と筋骨隆々の体躯に、大きな目が特徴にある。彼の武器は日本刀であり、剣術の達人であるカエルから筋の良さを褒められた。属性は天で、冥に相反し、サンダー、サンダガといった雷の魔法、復活魔法レイズ、光の最強魔法シャイニングを使える。なお、英語版での彼の属性は"Lightning"となっている。

## その他
前述の選択肢による独白を除くと、マルチエンディングの一つ「反省会」で唯一喋るシーンがある。ここでは、「反省会」とは名ばかりの雑談で盛り上がるマールとルッカに対し「いったいどのあたりが『はんせい会』なんだよ!?」と文句を言う他、ルッカがどこの時代へ行きたいと聞いた際、マールは「楽しいことが一杯の時代」と答え、クロノは「今！」と述べた。
魔王城での戦いの後、時空の渦に巻き込まれた後のクロノの夢の中でクロノとマールが結婚している描写があり、後に発売されたプレイステーション版のエンディングで追加されたアニメーションにも、クロノとマールの結婚式が含まれたものがある。
『ラジカル・ドリーマーズ -盗めない宝石-』の「Kid 盗めない宝石編」でも、名前は言及されないがルッカの友達がルッカの幼馴染の男性と結婚したということが語られている。こちらでは結婚相手の女性はその後亡くなり墓があるとされ、ルッカ自身も既に死亡している設定だが、一方でルッカの幼馴染の動向については語られていない。
次作『クロノ・クロス』ではクロノ、マール、ルッカは子供の姿で幻としてのみ現れる。これは「3人が死んでいる」ことを示唆しているが、あくまでこのクロノたちは並行世界における可能性の一つでしかない。『クロノ・クロス』でのクロノは人格（台詞）のあるキャラクターとして描かれており、登場するたびに意味深な台詞をセルジュに告げては消えて行く。ラストバトルに向かうセルジュに向けて「新たなるクロノ・トリガー」と言葉を送った。